# Lewis University
La Lewis University è un'università pubblica con sede a Romeoville, Illinois, negli Stati Uniti. Fu fondata nel 1932.

## Storia
La Lewis University venne fondata nel 1932 dall'Arcidiocesi di Chicago in collaborazione col vescovo di allora, Bernard J. Scheil, col nome di Holy Name Technical School. L'istituzione scolastica trovò il proprio benefattore nel filantropo Frank J. Lewis che finanziò a costruzione di molti dei suoi edifici. Durante i primi anni di attività dell'università, vennero avviati dei corsi di tecnologia dell'aviazione che hanno reso l'ateneo americano particolarmente noto nel campo, con uno dei dipartimenti specifici ancora oggi più noti in tutti gli Stati Uniti. Nel 1934 la scuola prese il nome di Lewis Holy Name Technical School. Nel 1935 mutò nuovamente il nome in Lewis Holy Name School of Aeronautics.
Durante la Seconda guerra mondiale, le classi ordinarie vennero sospese e l'università venne assegnata come campus di allenamento per nuovi piloti in servizio presso la United States Navy, data anche la vicinanza dell'istituzione al Lewis University Airport. Le classi regolari ripresero nel 1944 ed l'istituzione decise quindi di adottare un indirizzo più diretto sulle arti e le scienze. Le donne vennero ammesse per la prima volta all'ateneo nel 1949. Tre anni più tardi il nome dell'università venne mutato in Lewis College of Science and Technology, abbreviato in  Lewis College nel 1962 ed infine prendendo il nome di Lewis University dal 1973.
Tra il 2004 ed il 2005, la Lewis University ha laureato un totale di 5000 studenti. La Lewis’ è stata per due anni consecutivi riconosciuta come il miglior college della regione dalle riviste di settore The Princeton Review e U.S. News and World Report.
Nel 2010, la Lewis University offriva più di 80 corsi di laurea triennali e 22 magistrali, in nove campi diversi del sapere.